# Andora (Künstler)

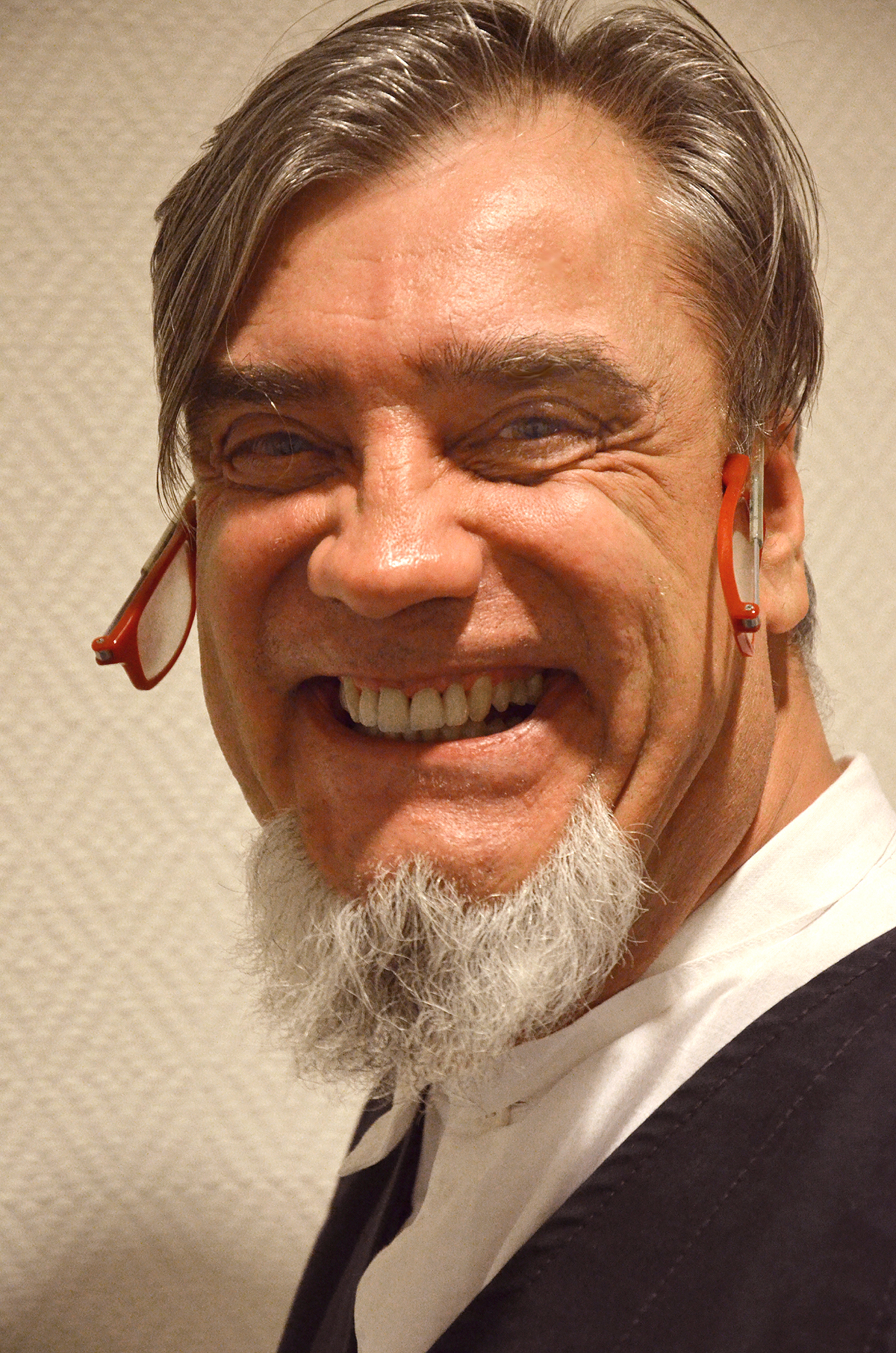
Andora (2014)

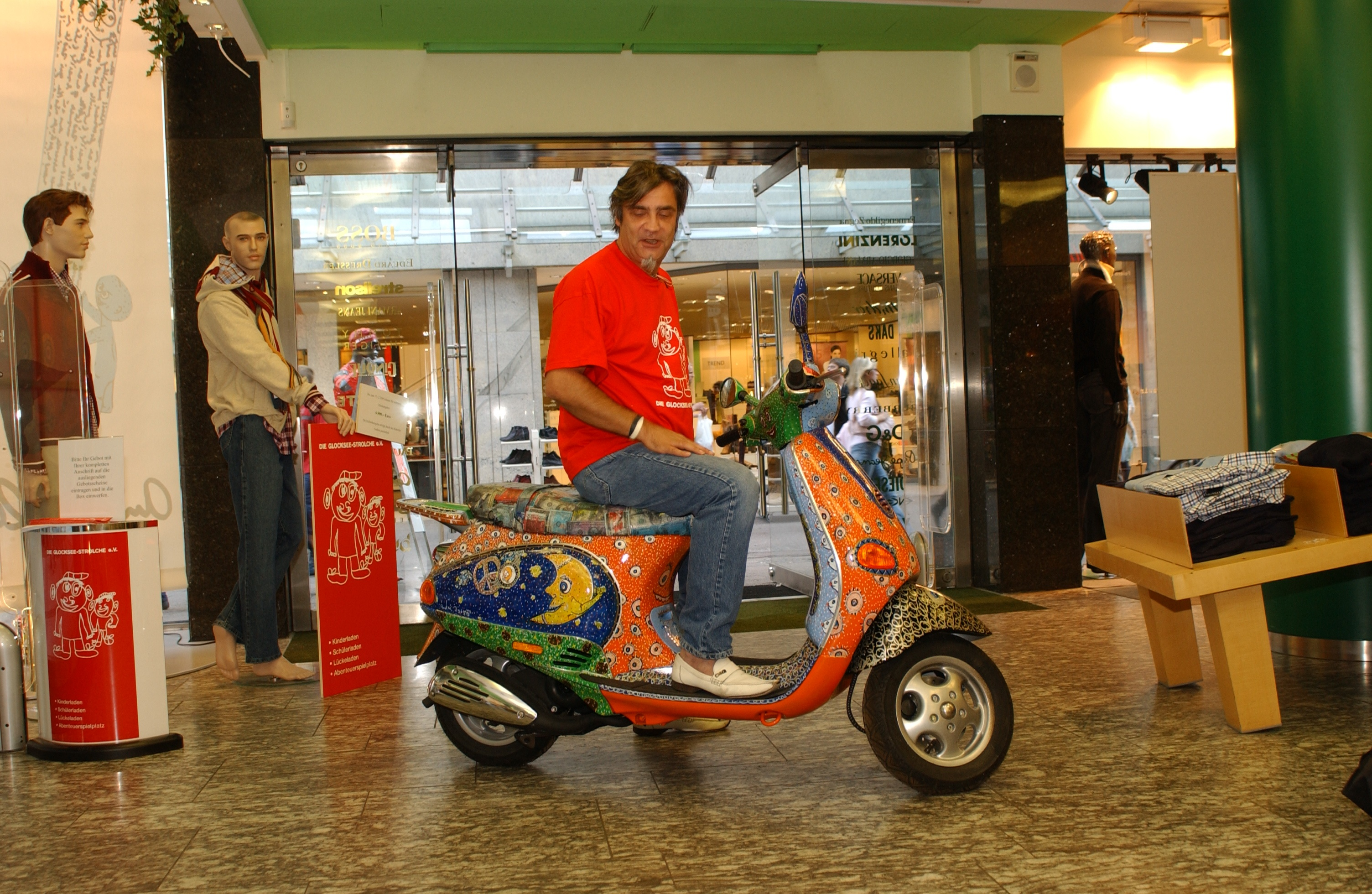
Andora auf seiner Vespa

Andora (* 7. Juni 1958 in Ost-Berlin; bürgerlich Andreas Hoge) ist ein deutscher Künstler und Maler der Pop Art.

## Leben

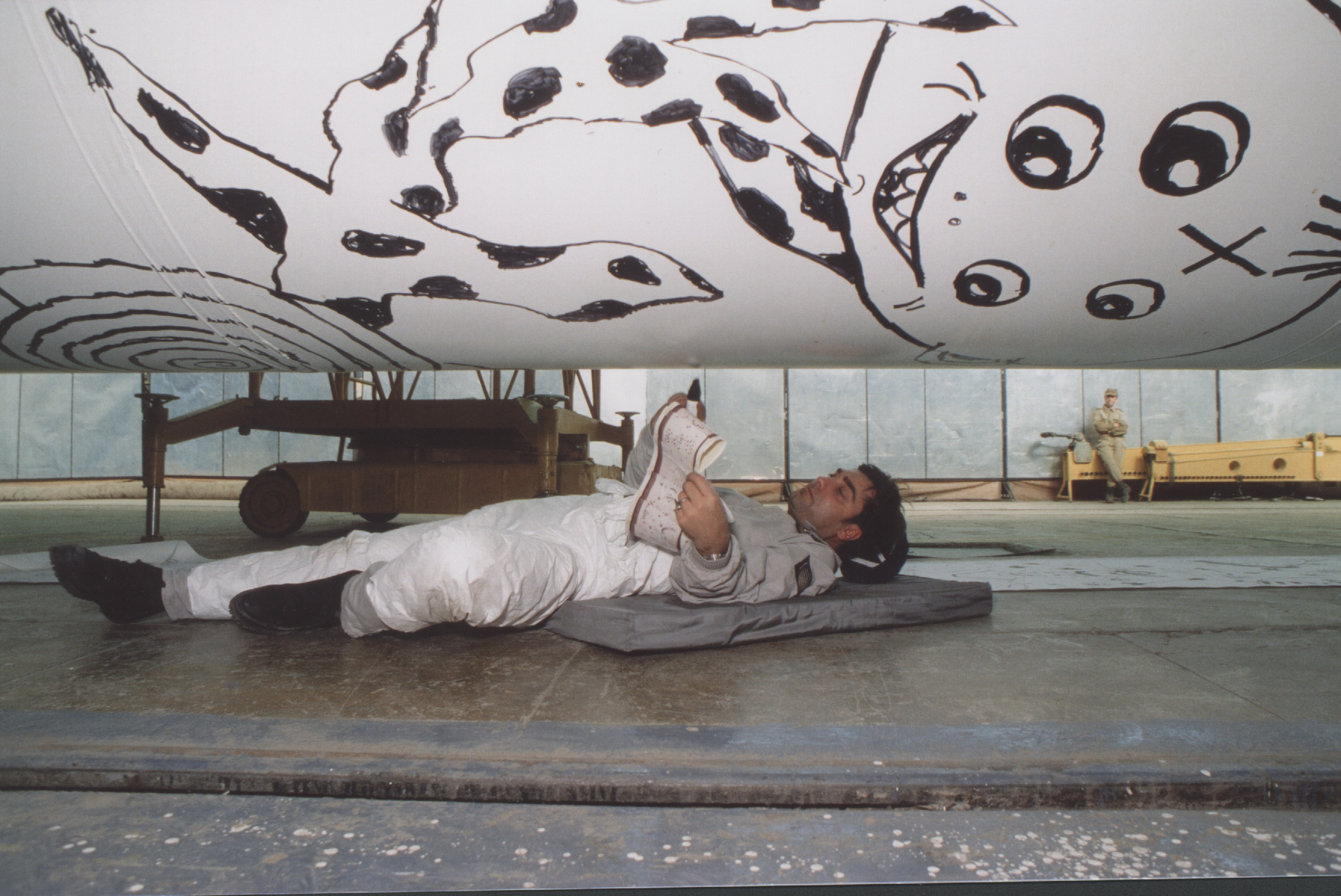
Andora beim Bemalen der Proton-Rakete

Andora wuchs in einfachen Verhältnissen mit sechs Geschwistern in der DDR auf. Sein Vater war Anstreicher, die Mutter Köchin. Nach Beendigung der Schule in Berlin-Friedrichshain übte er von 1977 bis 1980 verschiedenste Berufe aus, unter anderem als Friedhofsgärtner, Heizer, Küster und Stationshelfer. 1980 wurde er aus der DDR ausgebürgert. So kam er völlig unvermögend nach West-Berlin, wo er bis 1984 ein Fachschulstudium als Sozialpädagoge absolvierte.
Auf Seitenwegen gelangte er zur Kunst. Ab 1983 malte er Alltagssituationen, angeregt durch Zeitungsmeldungen und umgesetzt in neoexpressionistischen Tafelbildern, in Öl auf Leinwand. Von 1986 bis 1988 bemalte er Schuhe im eigenen Design. Alfred Biolek entdeckte diese in einem Magazin und förderte seine Karriere. Andora bemalte ausgesuchte Alltagsgegenstände, wie Schuhe, Uhren, Champagnerflaschen. 1988 designte er die Wintersportkollektionen für die Firma Reusch.
Im Juni 1988 trat die Reemtsma AG Hamburg an den Künstler heran und bat ihn um die Bemalung eines Rennwagens. In den Jahren 1989 bis 1991 entstand die West-Welt – die Gestaltung des Formel 1 Rennwagens Zakspeed 871 und eines AMG-Mercedes 190 E 2.5-16 Evolution II der Deutschen Tourenwagen Meisterschaft in Kooperation mit der Marke WEST als seine bis zu diesem Zeitpunkt komplexesten Kunstwerke.
Von 1984 bis 1992 lebte er hauptsächlich in Hamburg. In dieser Zeit entstand auch sein erster Katalog German Stocks #1, der sein künstlerisches Schaffen bis 1992 widerspiegelt.

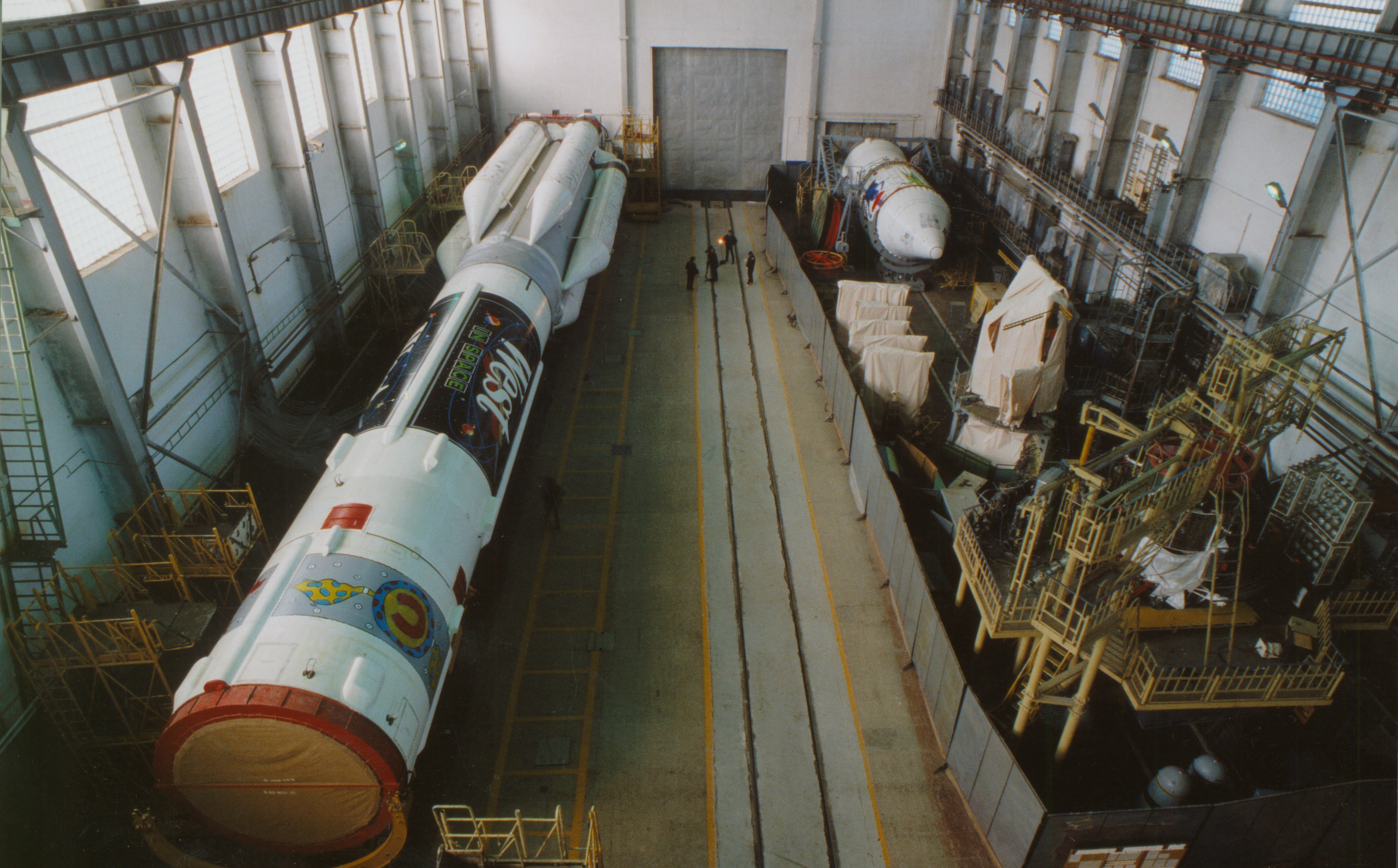
Gestaltete Proton-Rakete

In der Zeit von 1992 und 1999 pendelte Andora zwischen New York und Moskau. Im Anschluss an das WEST-Projekt bemalte er auf Wunsch der russischen Raumfahrt 1992 eine Rakete, welche anschließend in das Weltall geschossen wurde. Somit ist er bisher der einzige Künstler, dessen Kunst im All die Erde umkreist. Fasziniert von der Wissenschaft absolvierte er, parallel zu seiner kreativen Arbeit, eine Kosmonautenausbildung.
Im Jahr 1999 kehrte er zurück nach Hamburg und widmete sich verschiedenen Projekten, wie der Gestaltung von Porzellan für Fürstenberg. Zwischen 2000 und 2006 entstanden viele Werke und Objekte, welche im Folgekatalog German Stocks #2 zusammengefasst sind. Mitte 2007 zog er nach Österreich und es entstanden die Wiener Tagebücher, eine Kunstserie der anderen Art. Der Künstler befasste sich in der Phase mit einem anderen Kunststil und mit Keramiken. Von 2009 bis 2011 pendelte er zwischen Hannover und Hamburg.
Seit 2012 lebt und arbeitet er in seiner Geburtsstadt Berlin.

## Kunststil Pop Art
Eines seiner ersten Projekte als Künstler waren Schuhe mit bunten Figuren. Rote, grüne, blaue Gesichter, mal mit zwei, mal mit fünf Augen. Später gestaltete er andere Alltagsgegenstände, wie zum Beispiel Mopeds oder den Boxmantel von Henry Maske. Zu seinem künstlerischen Repertoire gehören auch die Gestaltung von Bildern, Collagen, Keramiken, Installationen, Skulpturen und Fashion. Prägend im Laufe seiner künstlerischen Laufbahn sind seine Arbeiten auf US-Dollar-Noten. Donald Trump konnte er mit seinen Dollararbeiten so begeistern, dass dieser ihn nach Atlantic City einlud und ein Bild von ihm erwarb, welches bereits damals einen Wert von 50.000 DM hatte. Die damalige US-Regierung reagierte scharf auf den Berliner Künstler und seine Art, das Symbol für den Kapitalismus (den US-Dollar) und die Leichtigkeit der Kunst (Pop Art) miteinander zu verbinden. Er wurde mit einem Einreiseverbot belegt, was für den damals in New York lebenden Künstler äußerst schmerzlich ist. Derzeit besteht direkter Kontakt zwischen Andoras Management und den US-Behörden bezüglich einer Begnadigung.

## Werke
- Hannover Expo 2000: Gestaltung eines circa 6 Meter hohen bunten Niedersachsen-Pferdes als Skulptur.
- Mont Blanc (2001): Sonderedition, bestehend aus Füller und Timer, im Auftrag von Mont Blanc.
- Meyers Großes Taschenlexikon in 26 Bänden (2003): Gestaltung der Titelseiten, mit einer Auflage von 10.000 Exemplaren, im Auftrag von Brockhaus-Meyers.
- Steigenberger Hotel (2004): Briefpapier für die Hotelkette.
- Fortis Uhren Brain Time (2004): Serie von Armbanduhren mit verschiedenfarbigen auswechselbaren Armbändern, limitierte Edition.
- Fortis Uhren Lebensuhr Andora (2011): das comicartige Motiv erstreckt sich nicht nur auf das Zifferblatt, sondern auch auf das Armband, die Lünette ist mit Aufforderungen wie „Fühle“ oder „Lebe“ beschriftet. Die auf 52 Exemplare limitierte Edition der Künstleruhr aus Titan ist mit 6.500 Euro deutlich teurer als entsprechende „unbemalte“ Fortis-Uhren.
- Mitsubishi (Installationen von Elektronik)
- Panasonic (Bemalung Videorecorder)
- Siemens (Bemalung Computer)
- Bosch (Bemalung von Telefonen)
- Philips (Bemalung Schallplattenspieler)
- MTV (Logo)
- Vivil (Gestaltung, Verpackungen für Süßigkeiten)
- WM 2006 (Gestaltung vom Stempel für die Weltmeisterschaft)
- Deppe (Zahnarztserie)
- Lotto
- ars mundi (Gestaltung des Wächters und vieles mehr)

## Ausstellungen
1988
- „Ausstellung mit Objekten“, Hannover im Hause Bock mit Ulf Moritz und Peter May
- „Fotovison“, Hannover, Sprengel Museum & in Wien, Messepalast
- „Berlin-Design 1988“, Berlin
- „Niedersächsische Videotage“, Salzgitter, Kunstverein
- „Eurovideo“, Le Mans mit Nobert Meissner

1989
- „Bildersturm“, Frankfurt/M., ECG Studio, unter der Mitwirkung von Nobert Meissner, Brian Eno und Nan Hoover
- „Fotovision“, Zürich, Museum für Gestaltung
- „Deutsche Videokunst“, Dänemark
- „Kunst auf Flaschen“, Lausanne, Musée des Arts und Décoratifs
- „Videofest ´89“, Berlin, 39. Internationale Filmfestspiele unter der Mitarbeit von Norbert Meissner

1991
- „2. Berliner Maisalon“, Berlin, Ephraim – Palais
- „the big print“, in verschiedenen Städten in den USA
- „accrochage object“, Maastrich, Galeria Henn

1992
- „Informationsstürme“, Leipzig, Stadtgeschichtliches Museum

2005
- „Hannover Gallery“, Hannover

2007
- „Wiener Tagebücher“, Galerie Prisma, Wien

2008
- „Legenden sterben nicht im Bett“, Festival im 3-Raum-Anatomietheater, Wien